# ترور سید هاشم صفی‌الدین
در شب ۳ اکتبر ۲۰۲۴، نیروهای دفاعی اسرائیل، حمله‌ای هوایی به یک پناهگاه زیرزمینی در ضاحیه جنوبی، حومه عمدتاً شیعه‌نشین در جنوب بیروت در لبنان که رهبران حزب‌الله از جمله سید هاشم صفی‌الدین (جانشین احتمالی سید حسن نصرالله) در آنجا تشکیل جلسه داده بودند، انجام داد. در نهایت، در ۲ آبان ۱۴۰۳ حزب‌الله لبنان در بیانیه‌ای رسمی خبر کشته شدن او را اعلام کرد.

## پیش‌زمینه
ارتش اسرائیل، سید هاشم صفی‌الدین، پسر خاله سید حسن نصرالله و جانشین احتمالی او را که در حمله هوایی به مرکز فرماندهی حزب‌الله در ۲۷ سپتامبر ۲۰۲۴ ترور شده بود، هدف قرار داد. صفی‌الدین که در زمان حمله، در جلسه‌ای با مقامات ارشد حزب‌الله شرکت می‌کرد، رئیس شورای اجرایی حزب‌الله و شورای جهاد است که عملیات نظامی این گروه را مدیریت می‌کند. وی در ماه مه ۲۰۱۷، توسط وزارت امور خارجه ایالات متحده و عربستان سعودی، به دلیل نقش رهبری در حزب‌الله، به عنوان تروریست شناخته شد.

## حمله هوایی
در چارچوب گسترده‌تر درگیری اخیر اسرائیل و حزب‌الله، دست‌کم ۱۱ بمباران متوالی در ضاحیه در آن مناسبت رخ داد که بنا بر گزارش‌ها، جلسه‌ای را هدف قرار دادند که در یک پناهگاه زیرزمینی و متشکل از چندین مقام ارشد حزب‌الله از جمله صفی‌الدین و رئیس این گروه، حسین علی هزیمه، برگزار می‌شد. ارتش اسرائیل گفت که این حملات، مقر اطلاعات حزب‌الله را هدف قرار داده است.
حدود ۷۳ تن بمب توسط نیروی هوایی اسرائیل بر روی این سنگر پرتاب شد و بنا بر گزارش‌ها، شدت این حمله، از حمله‌ای که در ۲۷ سپتامبر ۲۰۲۴ که منجر به کشته شدن سید حسن نصرالله، دبیرکل حزب‌الله لبنان شده بود، بیشتر بود. فیلم‌های پس از آن نشان می‌دهد که گلوله‌های شعله غول‌پیکر با دود غلیظ و شعله‌های آتش از پناهگاه بلند می‌شوند. این حمله، آسیب‌های شدیدی را نشان داد و باعث لرزش ساختمان‌ها شد.

### سرنوشت صفی‌الدین
به گزارش شبکه ۱۲ اسرائیل، مقامات امنیتی اسرائیل، به‌طور فزاینده ای مطمئن بودند که صفی‌الدین، در این حمله، کشته شده است.
در ۵ اکتبر، یک منبع امنیتی لبنانی گزارش داد که حزب‌الله، ارتباط خود را با صفی‌الدین از دست داده و از زمان حمله هوایی، هیچ خبری از او نداشته است.
العربیه و الحدث گزارش دادند که اسرائیل، ترور هاشم صفی‌الدین و تمامی رهبران حزب‌الله را که همراه او بودند، تأیید کرده است.
در ۸ اکتبر، یوآف گالانت، وزیر دفاع اسرائیل، اظهار داشت که صفی‌الدین، احتمالاً حذف شده است. این ادعا بعداً توسط نخست‌وزیر اسرائیل، بنیامین نتانیاهو، تکرار شد.

## تجزیه و تحلیل
به گفته الیجا مگنیر، تحلیلگر نظامی، ناپدید شدن هاشم صفی‌الدین، استراتژی نظامی حزب‌الله علیه اسرائیل را تغییر نمی‌دهد زیرا تیم نیروهای ویژه در جنوب لبنان مستقل از تصمیم‌گیری‌های سیاسی در بیروت می‌جنگند.